# Меттэ, Алексей Павлович
Алексей Павлович Меттэ (13 марта 1896 года, Смоленск — 20 апреля 1944 года, пгт Красный, Краснинский район, Смоленская область) — советский военный деятель, полковник (1941 год).

## Начальная биография
Алексей Павлович Меттэ родился 13 марта 1896 года в Смоленске.

## Военная служба

### Первая мировая и гражданская войны
В августе 1915 года был призван в ряды Русской императорской армии и направлен в 189-й пехотный запасной полк вольноопределяющимся 2-го разряда, где в 1916 году окончил учебную команду, после чего служил во 2-м запасном полку, после чего в чине старшего унтер-офицера принимал участие в ходе Февральской революции. В октябре 1917 года Меттэ был переведён в 1-ю тыловую автомастерскую, дислоцированную в Смоленске.
После Октябрьской революции на базе автомастерской был сформирован красногвардейский отряд, который принимал участие в боевых действиях по подавлению эсеровских антисоветских выступлений на территории Смоленской губернии. В марте 1918 года 1-я красногвардейская тыловая автомастерская была передислоцирована в Ярославль, где Меттэ исполнял должности писаря и счетовода.
В январе 1919 года был призван в ряды РККА, после чего был направлен в 28-й отдельный Смоленский батальон ВЧК, где служил писарем, делопроизводителем и адъютантом штаба и в марте того же года в составе батальона принимал участие в подавлении Брянского восстания и восстания 2-й Тульской бригады в Гомеле под руководством начальника хозяйственной части бригады В. В. Стрекопытовым, а в апреле — в боевых действиях против белополяков под Вильно. В октябре 1919 года был назначен на должность командира взвода этого батальона, после чего принимал участие в ходе ликвидации бандформирований на территории Смоленской и Витебской губерний.
В апреле 1920 года Меттэ был назначен на должность помощника командира и командира роты 183-го отдельного стрелкового батальона ВОХР, в августе — на должность командира роты 28-го Смоленского отдельного батальона, в ноябре — на эту же должность в 164-м стрелковом полку Западного фронта, в декабре — на должность командира батальона 396-го стрелкового полка, а в марте 1921 года — на должность командира роты 391-го стрелкового Таращанского полка. Принимал участие в боевых действиях в ходе советско-польской войны, а затем — против вооружённых формирований под командованием генерала С. Н. Булак-Балаховича, Струка, Зелёного и Ю. Тютюнника.

### Межвоенное время
В июле 1922 года был назначен на должность командира роты 131-го стрелкового Таращанского полка, а в мае 1925 года — на должность помощника начальника отделения вневойсковой подготовки штаба 44-й стрелковой дивизии (Украинский военный округ). В августе того же года Меттэ был откомандирован на курсы повторного отделения при 5-й Киевской пехотной школе, после окончания которого в октябре 1926 года вернулся в 131-й стрелковый полк, где был назначен на должность начальника полковой школы, в ноябре 1927 года — на должность помощника начальника штаба 19-го стрелкового Нежинского полка, в ноябре 1930 года — на должность командира батальона этого же полка, а в апреле 1932 года — на должность командира батальона 2-го колхозного стрелкового полка (ОКДВА).
В феврале 1936 года был направлен на учёбу на Высшие стрелково-тактические курсы «Выстрел» и во время учёбы в апреле того же года был назначен на должность командира 59-го отдельного разведывательного батальона (59-я стрелковая дивизия, 1-я Отдельная Краснознамённая армия). 5 июля 1938 года Меттэ был арестован органами НКВД, находился под следствием, однако 10 июля 1939 года был освобождён за отсутствием состава преступления, восстановлен в кадрах РККА и назначен на прежнюю должность.
В октябре 1939 года был назначен на должность командира батальона 586-го стрелкового полка (178-я стрелковая дивизия, Сибирский военный округ), а в декабре 1940 года — на должность начальника штаба 586-го стрелкового полка (107-я стрелковая дивизия).

### Великая Отечественная война
С началом войны находился на прежней должности. Дивизия была передислоцирована на Западный фронт, где вскоре принимала участие в боевых действиях в ходе Смоленского сражения. В июле 1941 года в бою у деревни Дубовяжье (Смоленская область) Меттэ был ранен. После излечения в августе был назначен на должность командира 630-го стрелкового полка этой же дивизии. В начале сентября в бою под Ельней был тяжело ранен и направлен в госпиталь. После излечения назначен на должность заместителя командира 43-й стрелковой бригады. В начале декабря 1941 года бригада вела боевые действия под Звенигородом за деревни Палицы, Грязь, Ларюшино. 5 декабря 1941 года в звании майора Меттэ подписывает Боевой приказ № 02,  как командир 43-й стрелковой бригады.
В январе 1942 года был назначен на должность командира 112-й стрелковой бригады, которая вскоре принимала участие в боевых действиях в ходе Ржевско-Вяземской наступательной операции.
В мае 1943 года был назначен на должность командира 192-й стрелковой дивизией, а с 14 по 30 июля исполнял должность командира 62-го стрелкового корпуса, затем снова был назначен на должность командира 192-й стрелковой дивизии, которая принимала участие в боевых действиях в ходе Смоленской операции. В декабре был отстранён от занимаемой должности, после чего состоял в резерве офицерского состава Военного совета Западный фронт.
В январе 1944 года был назначен на должность заместителя командира 88-й стрелковой дивизии, после чего принимал участие в оборонительных и наступательных боевых действиях в районе пгт Красный (Краснинский район, Смоленская область).
20 апреля 1944 года полковник Алексей Павлович Меттэ умер от ран, полученных в бою.

## Награды
- Орден Суворова 2 степени;
- Орден Отечественной войны 1 степени;
- Юбилейная медаль «XX лет Рабоче-Крестьянской Красной Армии».